# Середні Юрі
Середні Юрі́ (рос. Средние Юри, удм. Шорын Юри) — присілок в Малопургинському районі Удмуртії, Росія.
Урбаноніми:
- вулиці — Зангарі, Зарічна, Нова, Південна, Північна, Центральна, Шкільна

## Населення
Населення — 385 осіб (2010; 370 в 2002).
Національний склад станом на 2002 рік:
- удмурти — 98 %